# I grandi successi vol.4
I grandi successi vol.4 è una musicassetta incisa da Nilla Pizzi nel 1992 per la Duck Record.

## Tracce
1. Vienna
2. Per sempre tu
3. Tango delle capinere
4. Per i tuoi occhi chiari
5. Cuore ferito
6. Piccolo fiore
7. Tango del mare
8. Questo amore poeta
9. Scrivimi
10. Amore ritorna
11. Campanaro
12. Come ci fosse il mare